# Coscinia flavescens
Coscinia flavescens là một loài bướm đêm thuộc phân họ Arctiinae, họ Erebidae.